# Aphelacarus acarinus
Aphelacarus acarinus är en kvalsterart som först beskrevs av Berlese 1910.  Aphelacarus acarinus ingår i släktet Aphelacarus och familjen Aphelacaridae.

## Underarter
Arten delas in i följande underarter:
- A. a. acarinus
- A. a. sahariensis